# Ромашов, Роман Анатольевич
Рома́н Анато́льевич Ромашо́в (род. 27 июня 1965, пос. Глубокий, Каменский район, Ростовская область, СССР) — российский юрист. Доктор юридических наук, профессор, заслуженный деятель науки Российской Федерации, профессор кафедры теории права и правоохранительной деятельности Санкт-Петербургского Гуманитарного университета профсоюзов, заведующий кафедры теории и истории государства и права ЛГУ им. А.С. Пушкина, генерал-майор внутренней службы (в отставке).

## Биография
Родился 27 июня 1965 года в посёлке Глубокий Каменского района Ростовской области.
В 1985 году с отличием окончил Иркутское пожарно-техническое училище МВД СССР по специальности «пожарный техник», в 1990 г. — юридический факультет Ленинградского высшего политического училища имени 60-летия ВЛКСМ МВД СССР, в 2014 г. — психологический факультет Самарского государственного университета по специальности «психология». Будучи слушателем высшего политического училища, неоднократно привлекался для выполнения служебных заданий по урегулированию межнациональных конфликтов в составе сводного батальона внутренних войск в «горячих точках» СССР (Ереване, Баку, Фергане).
В 1989 году стал мастером спорта СССР по военно-спортивному многоборью.
В 1995 году защитил кандидатскую диссертацию на тему «Общество и государство: концепция Дж. Локка».
В 1998 году защитил докторскую диссертацию на тему «Современный конституционализм: теоретико-правовой анализ» по специальности 12.00.01 — Теория и история права и государства; история учений о праве и государстве.
В 1998—2008 годах — начальник кафедры теории права и государства Санкт-Петербургского университета МВД России.
В 1999 г. проходил стажировку в Чикагском университете, а в 2001 г. — в аппарате атторнея штата Иллинойс в графстве Мак Лин (США).
В 1999 году присвоено ученое звание профессора.
В 2003 году за большие заслуги в развитии приоритетных направлений юридических наук, воспитание и подготовку научно-педагогических и научных кадров высшей квалификации присвоено почётное звание «Заслуженный деятель науки Российской Федерации».
С 2006 года — профессор кафедры теории права и правоохранительной деятельности, научный руководитель, декан юридического факультета Санкт-Петербургского Гуманитарного университета профсоюзов.
В 2009-2015 годах — начальник Самарского юридического института ФСИН России.
12 декабря 2010 года присвоено специальное звание генерал-майор внутренней службы.
В 2016—2017 годах — начальник Управления по работе с персоналом ООО «Газпром межрегионгаз».
С сентября 2017 года — профессор кафедры теории права и правоохранительной деятельности Санкт-Петербургского Гуманитарного университета профсоюзов.
С сентября 2017 года — профессор кафедры уголовного права и криминологии Самарского Национального исследовательского университета им. С. П. Королева (внешнее совместительство).
Сфера научных интересов — теоретические концепции конституционализма и федерализма, проблемы соотношения и взаимодействия государства и гражданского общества, теоретико-правовые аспекты юридической конфликтологии.
Автор и соавтор свыше 400 научных трудов и учебно-методических пособий общим объёмом около 630 печатных листов. Среди них 5 монографий, 29 учебных и учебно-методических пособий, 5 учебников.
Член диссертационного совета при при Казанском (Приволжском) федеральном университете. Стаж работы в диссертационных советах — более 15 лет. Под его непосредственным научным руководством подготовлены  32 кандидата и 8 докторов юридических наук.

## Награды
- почетное звание «Заслуженный деятель науки Российской Федерации»[5];
- нагрудный знак «За отличную службу в МВД»;
- медаль «200 лет МВД России»[6];
- медаль «В память 300-летия Санкт-Петербурга»[7];
- медаль «За отличие в службе» 2 степени;
- медаль «За отличие в службе» 1 степени;
- нагрудный знак «За верность долгу»;

## Научные труды

### Монографии
- Ромашов Р. А. Конституционное государство : История, современность, перспективы развития. — Красноярск: Краснояр. гос. ун-т, 1997.
- Ромашов Р. А. Государство : Предпосылки возникновения, механизм функционирования, критерии классификации. — С.-Петерб. акад. МВД России, 1998.
- Ромашов Р. А. Современный конституционализм: вопросы истории и теории. — С.-Петерб. акад. МВД России, 1998. — (Монография).
- Ромашов Р. А. Основы теории государства и права. — СПб.: Фонд «Университет», 2002. — (Учебник).
- Ромашов Р. А. Юридическая конфликтология. — СПб.: Астерион, 2006. — (Учебное пособие).
- Ромашов Р. А. Юридическая конфликтология. — М.: ЦОКР МВД России, 2008. — (Учебное пособие).
- Ромашов Р. А. Проблемы правоохранительной деятельности в современной России. — СПб.: Астерион, 2008. — (Учебное пособие).
- Ромашов Р. А. История Конституции России. — СПб.: Изд-во СПбГУП, 2010. — (Хрестоматия).
- Ромашов Р. А. Теория государства и права. — Питер, 2010. — 304 с. — (Краткий курс). — 3500 экз. — ISBN 978-5-49807-682-9.

### Статьи
- Использование зарубежного опыта в деятельности ОВД (тезисы выступления на межвузовской научно-практической конференции) // Государство и право, 1993. № 12.
- Гражданское общество и правовое государство; проблемы соотношения. // Правоохранительная деятельность и правовое государство. Сборник трудов адъюнктов и соискателей. Вып.3. /Под общ. ред. В. П. Сальникова. СПб.: Санкт-Петербургский юридический институт МВД России, 1994
- Права человека и статус правоохранительных органов (тезисы выступления на международном симпозиуме // Государство и право, 1994. № 11.
- Концепция естественного права и общественного договора в социально-политических учениях Западной Европы XVII—XVIII вв. Вопросы подготовки и переподготовки юридических кадров в условиях правовой реформы в РФ. // Тезисы научно-методической конференции. Красноярск: Красноярский государственный университет, 1994
- Роль традиционных концепций развития личности в формировании нравственного облика сотрудника ОВД. // Проблемы и пути ду-ховно-нравственного воспитания личного состава ОВД. Материалы научно-практической конференции. СПб.: Санкт-Петербургский юридический институт МВД России, 1994.)
- Соотношение «естественного состояния» и гражданского общества в политико-правовых учениях Западной Европы XVII—XVIII вв. // Правовые и организационные вопросы деятельности ОВД. Сборник трудов докторантов, адъюнктов и соискателей. Вып.4. СПб.: Санкт-Петербургский юридический институт МВД России, 1995
- Международные гарантии прав человека: практика Европейского сообщества. Правопорядок и органы внутренних дел // Сборник трудов докторантов, адъюнктов и соискателей. Вып.6. СПб.: Санкт-Петербургский юридический институт МВД России, 1995
- Экономико-правовые аспекты реформирования государственной власти в современной России. // Правовое государство и проблемы реформирования правоохранительных органов. Сборник трудов докторантов, адъюнктов и соискателей. Вып.5. Ч.2 СПб.: Санкт-Петербургский юридический институт МВД России, 1995
- Конституционная реформа в России: проблемы и перспективы. // Правовое государство и проблемы реформирования правоохранительных органов. Сборник трудов докторантов, адъюнктов и соискателей. Вып. 5. Ч.2 СПб.: Санкт-Петербургский юридический институт МВД России, 1995
- Соблюдение законности как важнейшее условие формирования правового государства // Сборник трудов докторантов, адъюнктов и соискателей Вып. 4. СПб.: Санкт-Петербургский юридический институт МВД России, 1995
- Актуальные проблемы преподавания общей теории государства и права: обсуждение курса лекций Л. И. Спиридонова (тезисы вы-ступления). // Правоведение. 1996. № 2.